# 生瀬駅
生瀬駅（なまぜえき）は、兵庫県西宮市生瀬町一丁目にある、西日本旅客鉄道（JR西日本）福知山線の駅である。駅番号はJR-G57。
JR西日本交通サービスによる業務委託駅（宝塚駅の被管理駅）で、アーバンネットワークおよび「JR宝塚線」の愛称区間、ICOCAの利用可能エリアに含まれている（相互利用ICカードはICOCAの項を参照）。

## 歴史
阪鶴鉄道により「有馬口」という駅名で開業し、当初は有馬への中継地点として栄えた。

### 年表
- 1898年（明治31年）6月8日：阪鶴鉄道が宝塚駅から延伸した際に、その終着駅である有馬口駅として開業[1][2]。旅客・貨物の取り扱いを開始[3]。
- 1899年（明治32年）
  - 1月25日：阪鶴鉄道が三田駅まで延伸し、途中駅となる[2]。
  - 3月25日：生瀬駅に改称[1][4]。
- 1907年（明治40年）8月1日：阪鶴鉄道が国有化され、帝国鉄道庁の駅となる[2]。
- 1909年（明治42年）10月12日：線路名称制定[2]。阪鶴線所属駅となる[2]。
- 1912年（明治45年）3月1日：線路名称改定[2]。阪鶴線の福知山駅以南が福知山線に改称し、当駅もその所属となる[2]。
- 1962年（昭和37年）2月1日：貨物の取り扱いを廃止[3]。
- 1971年（昭和46年）3月1日：荷物扱い廃止[5]。駅員無配置駅となる[6]。
- 1986年（昭和61年）
  - 2月16日：新線切り替えに先立ち駅舎を北へ50mの地点に改築[1][7]。
  - 8月1日：当駅 - 道場駅間を新線に切り替え[2]。
  - 11月1日：電化完成[2]。
- 1987年（昭和62年）4月1日：国鉄分割民営化により西日本旅客鉄道（JR西日本）の駅となる[2]。
- 1988年（昭和63年）3月13日：路線愛称の制定により、「JR宝塚線」の愛称を使用開始。
- 1998年（平成10年）1月22日：自動改札機を設置し、供用開始[8]。
- 2003年（平成15年）11月1日：ICカード「ICOCA」の利用が可能となる[9]。
- 2007年（平成19年）8月1日：改札口とホームにLED式の発車標が新設される。
- 2011年（平成23年）3月8日：JR宝塚・JR東西・学研都市線運行管理システム導入。接近メロディ導入。
- 2015年（平成27年）9月13日：エレベーターの使用を開始。
- 2018年（平成30年）3月17日：当駅に駅ナンバリング「JR-G57」が導入され、使用を開始。
- 2020年（令和2年）3月14日：ダイヤ改正に伴い新設された区間快速の停車駅となる[10]。

## 駅構造

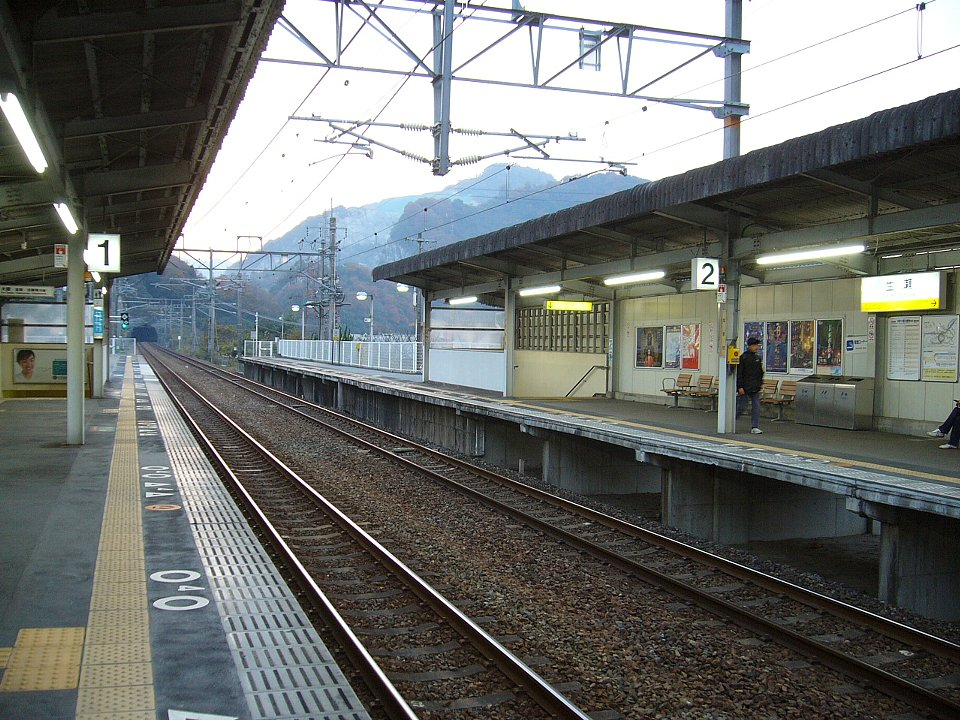
構内を西望（2018年2月）

相対式2面2線のホームを持つ地上駅。分岐器や絶対信号機を持たないため、停留所に分類される。
鉄筋コンクリート造平屋建ての駅舎は南の1番のりば側にあり、反対側の2番のりばへは地下道で連絡している（2015年にはエレベーターが設けられた）。駅舎にはトイレやみどりの窓口のほか、ICカード用の入金機が改札内にある。2009年1月には改札口横にAEDが設置された。また、当駅と武田尾駅の駅スタンプが設置されている。
福知山線の電化前は、現在地よりも武庫川寄りのやや低い段丘面に線路が敷かれており、やや宝塚方に1面2線の島式ホームが設けられていた。電化による移転後も旧線の跡地は温室栽培などに活用されていたが、現在では線路跡が垣間見られるのみである。
かつては現在神戸駅を拠点に営業している淡路屋が、1905年に川西池田駅から当地へ移転し、近隣の武庫川で獲れた鮎を使った駅弁を販売していた。戦後に神戸駅に再移転したため、現在は販売されていない。

### のりば
| のりば | 路線     | 方向 | 行先                         |
| ------ | -------- | ---- | ---------------------------- |
| 1      | JR宝塚線 | 下り | 三田・篠山口・福知山方面     |
| 2      | JR宝塚線 | 上り | 宝塚・尼崎・大阪・北新地方面 |

- 上表の路線名は旅客案内上の名称（愛称）で表記している。

## 利用状況
2022年（令和4年）度の1日平均乗車人員は1,522人である。
各年度の1日平均乗車人員は以下の通りである。 
| 年度               | 1日平均 乗車人員 | 出典          |
| ------------------ | ---------------- | ------------- |
| 1995年（平成07年） | 2,873            | [ 兵庫県 1 ]  |
| 1996年（平成08年） | 2,954            | [ 兵庫県 2 ]  |
| 1997年（平成09年） | 2,913            | [ 兵庫県 3 ]  |
| 1998年（平成10年） | 2,822            | [ 兵庫県 4 ]  |
| 1999年（平成11年） | 2,733            | [ 兵庫県 5 ]  |
| 2000年（平成12年） | 2,594            | [ 兵庫県 6 ]  |
| 2001年（平成13年） | 2,394            | [ 兵庫県 7 ]  |
| 2002年（平成14年） | 2,238            | [ 兵庫県 8 ]  |
| 2003年（平成15年） | 2,154            | [ 兵庫県 9 ]  |
| 2004年（平成16年） | 2,134            | [ 兵庫県 10 ] |
| 2005年（平成17年） | 2,108            | [ 兵庫県 11 ] |
| 2006年（平成18年） | 2,048            | [ 兵庫県 12 ] |
| 2007年（平成19年） | 2,030            | [ 兵庫県 13 ] |
| 2008年（平成20年） | 1,993            | [ 兵庫県 14 ] |
| 2009年（平成21年） | 1,918            | [ 兵庫県 15 ] |
| 2010年（平成22年） | 1,937            | [ 兵庫県 16 ] |
| 2011年（平成23年） | 1,937            | [ 兵庫県 17 ] |
| 2012年（平成24年） | 1,922            | [ 兵庫県 18 ] |
| 2013年（平成25年） | 1,954            | [ 兵庫県 19 ] |
| 2014年（平成26年） | 1,882            | [ 兵庫県 20 ] |
| 2015年（平成27年） | 1,864            | [ 兵庫県 21 ] |
| 2016年（平成28年） | 1,867            | [ 兵庫県 22 ] |
| 2017年（平成29年） | 1,880            | [ 兵庫県 23 ] |
| 2018年（平成30年） | 1,793            | [ 兵庫県 24 ] |
| 2019年（令和元年） | 1,734            | [ 兵庫県 25 ] |
| 2020年（令和02年） | 1,490            | [ 兵庫県 26 ] |
| 2021年（令和03年） | 1,496            | [ 兵庫県 27 ] |
| 2022年（令和04年） | 1,522            | [ 兵庫県 28 ] |

### 年間乗車人員
近年の1年間の乗車人員は以下の通り。なお下表内の数値の単位は全て「千人」である。
| 年度               | 年間 乗車人員 | 出典          |
| ------------------ | ------------- | ------------- |
| 2003年（平成15年） | 788           | [ 西宮市 1 ]  |
| 2004年（平成16年） | 779           | [ 西宮市 1 ]  |
| 2005年（平成17年） | 769           | [ 西宮市 1 ]  |
| 2006年（平成18年） | 748           | [ 西宮市 1 ]  |
| 2007年（平成19年） | 743           | [ 西宮市 1 ]  |
| 2008年（平成20年） | 728           | [ 西宮市 1 ]  |
| 2009年（平成21年） | 700           | [ 西宮市 2 ]  |
| 2010年（平成22年） | 707           | [ 西宮市 3 ]  |
| 2011年（平成23年） | 709           | [ 西宮市 4 ]  |
| 2012年（平成24年） | 702           | [ 西宮市 5 ]  |
| 2013年（平成25年） | 713           | [ 西宮市 5 ]  |
| 2014年（平成26年） | 687           | [ 西宮市 5 ]  |
| 2015年（平成27年） | 682           | [ 西宮市 5 ]  |
| 2016年（平成28年） | 681           | [ 西宮市 6 ]  |
| 2017年（平成29年） | 686           | [ 西宮市 7 ]  |
| 2018年（平成30年） | 654           | [ 西宮市 8 ]  |
| 2019年（令和元年） | 635           | [ 西宮市 9 ]  |
| 2020年（令和02年） | 544           | [ 西宮市 10 ] |
| 2021年（令和03年） | 546           | [ 西宮市 11 ] |
| 2022年（令和04年） | 556           | [ 西宮市 12 ] |

## 駅周辺
南側一帯は住宅地となっているが、その一部はウヰルキンソン宝塚工場の跡地であり、記念館とマンションが建てられている。上り線ホームの土手には桜の木々が植樹されている。
国鉄時代に北隣の駅だった武田尾駅にかけての区間は、国鉄分割民営化を機に山間部をトンネルでショートカットする現在の線路への架け替えが行われた。旧線跡はハイキングコースとして整備されており、コースの入口は当駅から西に約1kmほどの距離にある。コースの出発地点にはトイレがあるが、コースの途中にはトイレや商店などはなく、道中のトンネルには照明がないため懐中電灯などを持参する必要がある。
駅周辺には阪急バスの生瀬停留所があるが、当駅との連絡停留所としては扱われていない。また他に、地元の自治会により運営されているコミュニティバスのぐるっと生瀬（運行は阪急タクシーが受託）が駅前に発着している。
- 塩瀬郵便局
- 西宮生瀬簡易郵便局
- JA兵庫六甲 生瀬出張所
- 西宮警察署 生瀬交番
- コープミニ生瀬
- 北摂中央病院
- 西宮市立生瀬幼稚園
- 西宮市立生瀬小学校
- 西宝橋
- 新生瀬大橋
- 生瀬橋
- 浄橋寺
- 国道176号
- 中国自動車道
- 武庫川

## 隣の駅
西日本旅客鉄道（JR西日本）
 JR宝塚線（福知山線）
■丹波路快速・■快速
通過
■区間快速・■普通
宝塚駅 (JR-G56) - 生瀬駅 (JR-G57) - 西宮名塩駅 (JR-G58)

### 記事本文

### 利用状況の出典
1. ↑  兵庫県統計書 - 兵庫県
2. ↑  西宮市統計書 - 西宮市

#### 兵庫県統計書
1. ↑  兵庫県統計書平成7年(1995)  (Microsoft Excelの.xls)
2. ↑  兵庫県統計書平成8年(1996)  (Microsoft Excelの.xls)
3. ↑  兵庫県統計書平成9年(1997)  (Microsoft Excelの.xls)
4. ↑  兵庫県統計書平成10年(1998)  (Microsoft Excelの.xls)
5. ↑  兵庫県統計書平成11年(1999)  (Microsoft Excelの.xls)
6. ↑  兵庫県統計書平成12年(2000)  (Microsoft Excelの.xls)
7. ↑  兵庫県統計書平成13年(2001)  (Microsoft Excelの.xls)
8. ↑  兵庫県統計書平成14年(2002)  (Microsoft Excelの.xls)
9. ↑  兵庫県統計書平成15年(2003)  (Microsoft Excelの.xls)
10. ↑  兵庫県統計書平成16年(2004)  (Microsoft Excelの.xls)
11. ↑  兵庫県統計書平成17年(2005)  (Microsoft Excelの.xls)
12. ↑  兵庫県統計書平成18年(2006)  (Microsoft Excelの.xls)
13. ↑  兵庫県統計書平成19年(2007)  (Microsoft Excelの.xls)
14. ↑  兵庫県統計書平成20年(2008)  (Microsoft Excelの.xls)
15. ↑  兵庫県統計書平成21年(2009)  (Microsoft Excelの.xls)
16. ↑  兵庫県統計書平成22年(2010)  (Microsoft Excelの.xls)
17. ↑  兵庫県統計書平成23年(2011)  (Microsoft Excelの.xls)
18. ↑  兵庫県統計書平成24年(2012)  (Microsoft Excelの.xls)
19. ↑  兵庫県統計書平成25年(2013)  (Microsoft Excelの.xls)
20. ↑  兵庫県統計書平成26年(2014)  (Microsoft Excelの.xls)
21. ↑  兵庫県統計書平成27年(2015)  (Microsoft Excelの.xls)
22. ↑  兵庫県統計書平成28年(2016)  (Microsoft Excelの.xls)
23. ↑  兵庫県統計書平成29年(2017)  (Microsoft Excelの.xls)
24. ↑  兵庫県統計書平成30年(2018)  (Microsoft Excelの.xls)
25. ↑  兵庫県統計書令和元年(2019)  (Microsoft Excelの.xls)
26. ↑  兵庫県統計書令和2年(2020)  (Microsoft Excelの.xls)
27. ↑  兵庫県統計書令和3年(2021)  (Microsoft Excelの.xls)
28. ↑  兵庫県統計書令和4年(2022)  (Microsoft Excelの.xls)

#### 西宮市統計書
1. 1 2 3 4 5 6  平成21年統計書 運輸及び通信 (PDF)
2. ↑  平成22年統計書 運輸及び通信 (PDF)
3. ↑  平成23年統計書 運輸及び通信 (PDF)
4. ↑  【H24統計書】運輸及び通信 (PDF)
5. 1 2 3 4  【平成28年統計書】4運輸・通信 (PDF)
6. ↑  【平成29年統計書】4運輸・通信 (PDF)
7. ↑  【平成30年統計書】4運輸・通信 (PDF)
8. ↑  【令和元年統計書】4運輸・通信 (PDF)
9. ↑  【令和2年統計書】4運輸・通信 (PDF)
10. ↑  【令和3年統計書】4運輸・通信 (PDF)
11. ↑  【令和4年統計書】4運輸・通信 (PDF)
12. ↑  【令和5年統計書】4運輸・通信 (PDF)